# Charles Longuet
Charles Longuet (1839, Caen - 1903, Paris) foi um jornalista e líder operário francês, que participou da Comuna de Paris e foi membro da Associação Internacional dos Trabalhadores, sendo secretário geral da seção belga da organização, além de delegado nos congressos de de Lausanne (1867), Bruxelas (1868) e Haia (1872), além de ter participado da conferência de Londres em 1871.